# اسلاویتسا جوکیچ
اسلاویتسا جوکیچ (سیریلیک صربی: Славица Ђукић؛ زادهٔ ۷ ژانویهٔ ۱۹۶۰) بازیکن هندبال اهل یوگسلاوی بود.